# يوكي ناغاتو
يوكي ناغاتو (باليابانية: 長門 有希) هي شخصية خيالية من أنيمي كآبة هاروهي سوزوميا، وهي شخصية انطوائية قليلة الكلام وتحب القرأة، وهي رئيسة نادي الأدب، على الرغم من كونها رئيسة إلا أنها فتاة خجولة جداً وقليلاً ما تخالط الناس من حولها.